# La Planche
La Planche is een gemeente in het Franse departement Loire-Atlantique in de regio Pays de la Loire. De plaats maakt deel uit van het arrondissement Nantes. In La Planche bevindt zich het Musée de la chanson française. La Planche telde op 1 januari 2022 2.802 inwoners.

## Geschiedenis
La Planche maakte deel uit van het kanton Aigrefeuille-sur-Maine tot dit op 22 maart 2015 werd opgeheven. De gemeente werd hierop opgenomen in het kanton Clisson.

## Geografie
De oppervlakte van La Planche bedroeg op 1 januari 2022 24,42 vierkante kilometer; de bevolkingsdichtheid was toen 114,7 inwoners per km².

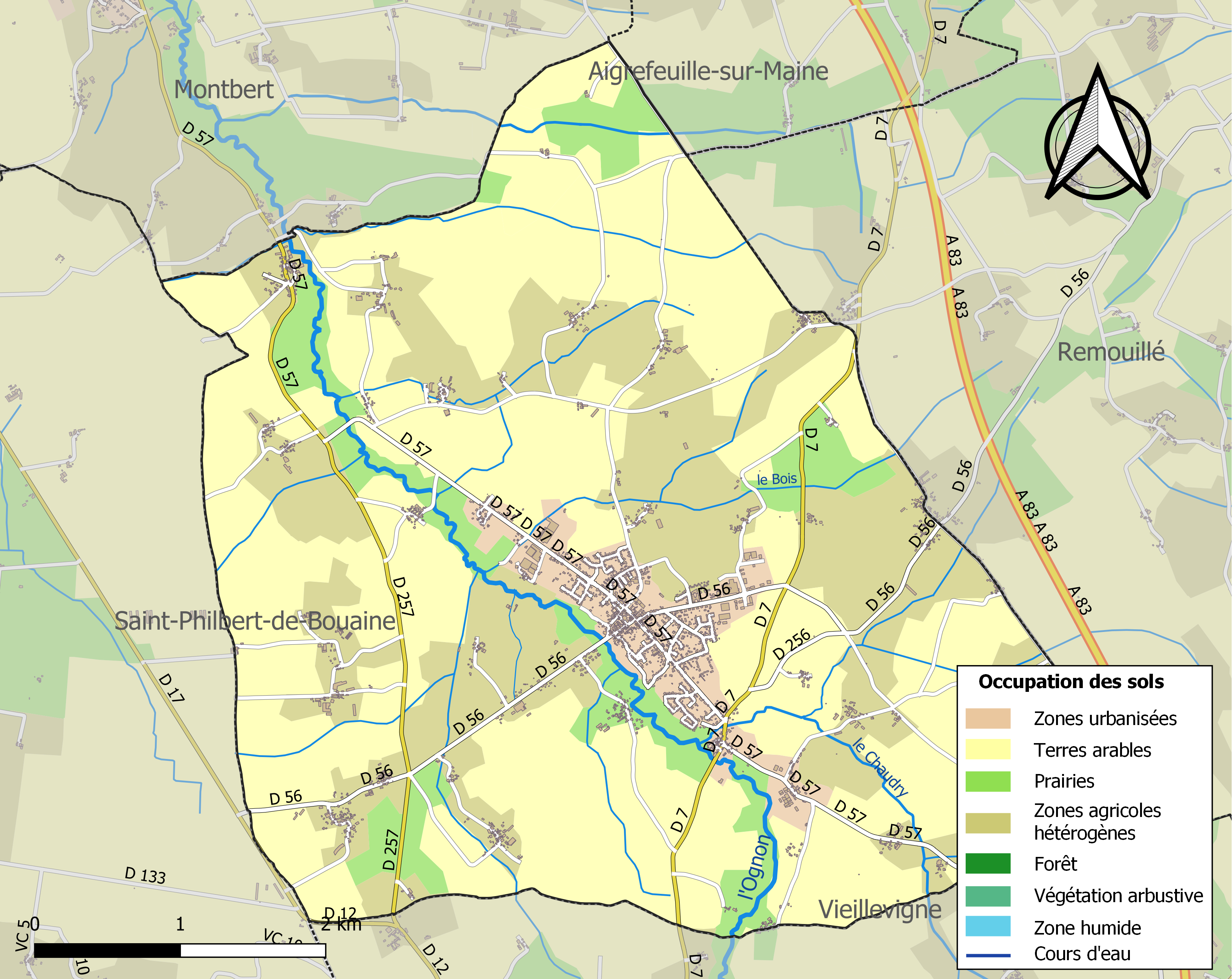
Kaart van de gemeente met de belangrijkste infrastructuur, bodemgebruik en omliggende gemeenten

## Demografie
Onderstaande figuur toont het verloop van het inwonertal (bron: INSEE-tellingen).